# Molophilus (Austromolophilus) commoni
Molophilus (Austromolophilus) commoni is een tweevleugelige uit de familie steltmuggen (Limoniidae). De soort komt voor in het Australaziatisch gebied.